# Kanton Le Pays Messin
Le Pays Messin (Nederlands: Het Metzer land) is een kanton in het Franse departement Moselle. Het kanton maakt deel uit van het arrondissement Metz. Het is ontstaan uit de kantons Vigy, een deel van het kanton Pange, de gemeenten Jury, Mécleuves en Peltre van het kanton Verny (gedeeltelijk) en een deel van het kanton Montigny-lès-Metz.

## Fusies
Op 1 januari 2016 fuseerden de gemeenten Colligny en Maizery tot de commune nouvelle Colligny-Maizery. Op 1 januari 2017 fuseerden Montoy-Flanville en Ogy tot de commune nouvelle Ogy-Montoy-Flanville. Hierdoor nam het aantal gemeenten in het kanton af van de oorspronkelijke 51 tot het huidige aantal van 49.

## Gemeenten
Het kanton omvat de volgende gemeenten:
- Antilly
- Argancy
- Ars-Laquenexy
- Ay-sur-Moselle
- Bazoncourt
- Burtoncourt
- Chailly-lès-Ennery
- Charleville-sous-Bois
- Charly-Oradour
- Chesny
- Chieulles
- Coincy
- Colligny-Maizery
- Courcell
- Courcelles-sur-Nied
- Ennery
- Les Étangs
- Failly
- Flévy
- Glatigny
- Hayes
- Jury
- Laquenexy
- Maizeroy
- Malroy
- Marsilly
- Mécleuves
- Mey
- Noisseville
- Nouilly
- Ogy-Montoy-Flanville
- Pange
- Peltre
- Raville
- Retonfey
- Saint-Hubert
- Saint-Julien-lès-Metz
- Sainte-Barbe
- Sanry-lès-Vigy
- Sanry-sur-Nied
- Servigny-lès-Raville
- Servigny-lès-Sainte-Barbe
- Silly-sur-Nied
- Sorbey
- Trémery
- Vantoux
- Vany
- Vigy
- Vry